# コソボ人の一覧
コソボ人の一覧（コソボじんのいちらん）は、コソボ出身者あるいはコソボ人の人物を一覧にしたものである。

## ア行
- ドニス・アヴディヤイ - サッカー選手
- ノラ・イストレフィ - 歌手
- アデリーナ・イスマイリ - 歌手
- ゲンタ・イスマイリ - 歌手
- サミル・ウイカニ - サッカー選手

## カ行
- ベジム・カバシ - キックボクサー
- シェフキ・クキ - サッカー選手
- ブリム・クケリ - サッカー選手
- ディストリア・クラスニキ - 柔道家
- ヤクプ・クラスニチ - 大統領
- アルビン・クルティ - 政治家
- フラカ・クレラニ - 歌手
- ジェトン・ケルメンディ - 作家
- マイリンダ・ケルメンディ - 柔道家
- ベンジャミン・コロリ - サッカー選手

## サ行
- ハシム・サチ - 大統領
- エミン・ジノヴチ - 解放軍隊員
- グラニト・ジャカ - サッカー選手
- タウラント・ジャカ - サッカー選手
- ノラ・ジャコヴァ - 柔道家
- ジェルダン・シャチリ - サッカー選手
- ファトミル・セイディウ - 大統領
- アルベル・ゼネリ - サッカー選手

## タ行
- スラジャナ・デリバシッチ - 歌手
- アルタ・ドブロシ - 女優

## ハ行
- ファトミレ・バイラマイ - サッカー選手
- ベスニク・ハシ - サッカー指導者
- ラムシュ・ハラディナイ - 首相
- リンディータ・ハリミ - 歌手
- エルトン・フェイズラフ - サッカー選手
- ファトス・ベチライ - サッカー選手
- ペルパリム・ヘテマイ - サッカー選手
- メフメト・ヘテマイ - サッカー選手
- ヴァロン・ベーラミ - サッカー選手
- ヴァロン・ベリシャ - サッカー選手
- エトリト・ベリシャ - サッカー選手
- ベサルト・ベリーシャ - サッカー選手
- ネヴェナ・ボジョヴィッチ - 歌手

## マ行
- ニコラ・マクシモヴィッチ - サッカー選手
- アゼム・マクスタイ - キックボクサー
- イーサ・ムスタファ - 首相
- アゴン・メーメティ - サッカー選手
- タヒール・メンチチ - キックボクサー

## ヤ行
- レオノラ・ヤクピ - 歌手
- アドナン・ヤヌザイ - サッカー選手
- アティフェテ・ヤヒヤガ - 大統領

## ラ行
- ミロト・ラシツァ - サッカー選手
- アネル・ラスカイ - サッカー選手
- イブラヒム・ルゴヴァ - 大統領
- エルミル・レニャニ - サッカー選手